# Gabriel Almond
Gabriel A. Almond, född 12 januari 1911, död 25 december 2002, var en amerikansk statsvetare
Almond var professor vid Stanford University. Han blev uppmärksammad för sina komparativa studier rörande politiska system. Almond utgav bland annat The American People and Foreign Policy (1950), The Politics of the Developing Areas (1960) och Political Development (1970).